# 大島聖子
大島聖子（おおしま せいこ、1964年10月25日 - ）は、元女子競艇選手。58期。静岡県出身。2001年には年間最多勝を達成した。
2002年丸亀競艇場における女子リーグ戦にて負傷。長期欠場の後、選手登録消除。

## 戦績

### 2000年
- 蒲郡競艇場 女子リーグ戦優勝
- 浜名湖競艇場 女子リーグ戦優勝
- 児島競艇場 一般戦優勝
- 大村競艇場 オール女子戦優勝

### 2001年
年間最多勝（122勝）
- 多摩川競艇場 TVKカップ優勝
- 三国競艇場 オール女子戦優勝
- 浜名湖競艇場 女子リーグ戦優勝
- 徳山競艇場 女子リーグ戦優勝

### 2002年
- 浜名湖競艇場 女子リーグ戦優勝
- 常滑競艇場 女子リーグ戦優勝